# Sune Carlsson (tonsättare)
Sune Gottfrid Carlsson, född 10 februari 1892 i Yläne, död 24 juli 1966 i Åbo, var en finländsk organist och tonsättare.
Carlsson verkade som kantor och organist på flera orter, bland annat i Hangö 1916–1937 och i Åbo svenska församling från 1937. Han framträdde även som musikrecensent. Han komponerade kör- och solosånger, piano-, violin- och orgelmusik, kantater och andra kyrkomusikverk samt musik till några skådespel. Han blev director cantus 1929.